# Video Genie

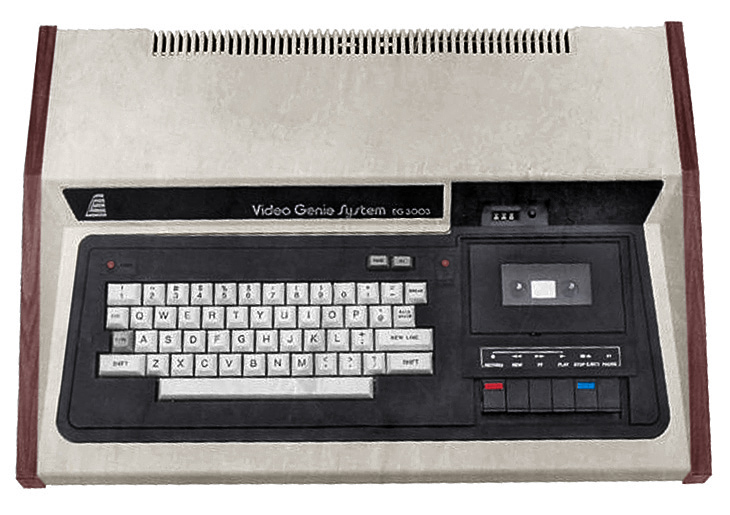
Il primo Video Genie

Video Genie (o semplicemente Genie) è una serie di home computer prodotti dalla azienda EACA con base a Hong Kong durante i primi anni 1980. Sono compatibili con i computer Tandy TRS-80 Model I e potevano essere considerati dei cloni sebbene vi fossero delle differenze hardware e software.
I computer che costituiscono la serie sono:
- Video Genie System (EG3003 - prima versione, inizio/metà 1980)
- Video Genie System (EG3003 - seconda versione, fine 1980)
- Genie I (EG3003 - terza versione, fine 1981)
- Genie II (EG3008 - fine 1981)
- Genie III (EG3200 - metà 1982) - una macchina più orientata al mercato business con compatibilità CP/M.

Sebbene Video Genie era il nome utilizzato in Europa dell'ovest, le macchine erano vendute con differenti nome in altri paesi. In Australia e Nuova Zelanda erano conosciute come Dick Smith System 80 MK I (EG3003) e System 80 MK II (EG3008); in nord America erano vendute come PMC-80 e PMC-81; in Sud Africa erano vendute come TRZ-80, cioè un nome simile a quello del rivale.
Agli inizi del 1983 EACA produsse un nuovo modello/successore, la macchina Colour Genie.

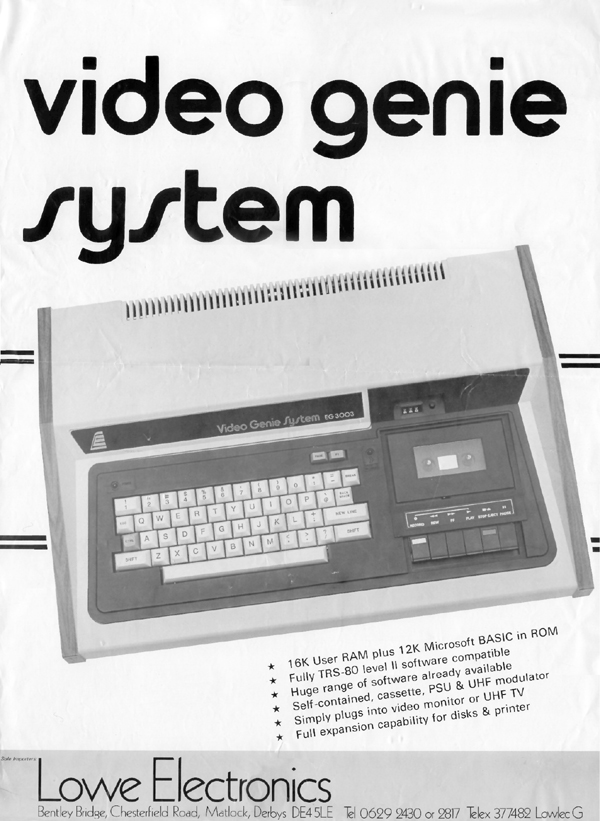
Video Genie - poster per la prima versione.

## Caratteristiche tecniche
- CPU: Zilog Z80, a 1.76 MHz
- Video: Monocromatico
  - 64x16 / 32x16 testo con lettere maiuscole
  - 128x48 grafica a blocchi
  - Uscita video composita, cavo incluso
  - Segnale tv in uscita di tipo RF, cavo incluso
- RAM 16 KB, espandibile a 48 KB
- ROM 12 KB contenente Microsoft LEVEL II BASIC
- Memoria di massa: Slot per musicassette incorporato da 500 baud
  - Cavo per l'utilizzo di un'unità esterna per musicassette incluso
- Alimentatore incorporato

### Versioni
- La prima versione ha solo una tastiera con 51 tasti e mancano i tasti CLEAR e TAB rispetto al modello clonato Tandy TRS-80 Model I.
- La seconda versione ha una tastiera corretta, sacrificando però lo SHIFT destro. Questa versione aggiunge anche un VU meter per il lettore di musicassette e un controllore di volume, molto d'aiuto quando si caricava il software dalle musicassette.
- Genie I (la terza versione) è caratterizzata dall'avere incluso i caratteri minuscoli con i driver nell'estensione ROM. Questa ROM contiene anche un driver migliorato per la tastiera e un monitor per il linguaggio macchina.
- Genie II è esattamente come il Genie I ma ha un tastierino numerico da 19 tasti nel posto che era del lettore di musicassette. Anche la tastiera fu aggiornata, aggiungendo il mancante shift destro per un totale di 53+19 tasti. Il computer era ancora pensato per essere utilizzato con i floppy disk, sebbene questo richiedesse l'utilizzo dell'espansione EG3014 Expander.

### EG3014 Expander
L'EG3014 Expander è un'espansione/unità a sé stante corrispondente al Tandy TRS-80 Model I Expansion Interface. Esso fornisce una porta per stampante Centronics e un'interfaccia per floppy a densità singola che permette di collegare fino a 4 drive a singolo lato oppure 3 drive a doppio lato. Ha anche dei socket per aggiungere due banchi di memoria RAM da 16K (portando la memoria RAM fino a 48K) e un connettore per l'espansione EG3020 che forniva l'interfaccia RS-232 o l'espansione EG3022 che forniva l'interfaccia per il bus S-100. L'EG3014 poteva anche essere espanso con il kit EG3021 che permette dischi a doppia densità.

### Interfaccia per stampante parallela EG3016
Slot per una porta per stampante Centronics.